# Fever (Starsailor)
Fever è un singolo del gruppo musicale inglese Starsailor, pubblicato nel 2001 ed estratto dall'album Love Is Here.

## Tracce
1. Fever (demo version) - 4:00
2. Coming Down (demo version) - 5:02
3. Love Is Here (demo version) - 5:35